# Milton Camargo da Silva Rodrigues
Milton Camargo da Silva Rodrigues (São Paulo, 20 de novembro de 1904 - 30 de agosto de 1971) foi um engenheiro e pesquisador brasileiro conhecido por seus trabalhos sobre estatística e educação comparada. Era professor emérito da Universidade de São Paulo.